# Searsia maricoana
Searsia maricoana är en sumakväxtart som först beskrevs av Moffett, och fick sitt nu gällande namn av Moffett. Searsia maricoana ingår i släktet Searsia och familjen sumakväxter. Inga underarter finns listade i Catalogue of Life.